# Live in Moscow (álbum de Asia)
Live in Moscow es el primer álbum en vivo de la banda británica de rock progresivo Asia y fue publicado en 1991. Este disco fue relanzado en 1992 e formato de casete y disco compacto.
El álbum fue grabado mientras la banda realizaba su gira por Europa, en el estadio Olympijski de Moscú, en la extinta URSS en 1990.  Pat Thrall, (miembro de Pat Travers Band) reemplazó al guitarrista Steve Howe.
Los temas «Starless» y «Book of Saturday» son nuevas versiones de las canciones de la banda King Crimson, mientras que «Kari-Anne» es una canción inédita.
El crítico de Allmusic, Mike DeGagne, señaló que el disco «es el mejor álbum en vivo de la banda, ya que estaba bien ejecutado, contenía un sonido fresco y altamente enérgico».

## Lista de canciones
| Side one |                                               |                                                             |          |  |
| N.º      | Título                                        | Escritor(es)                                                | Duración |  |
| 1.       | «Time Again»                                  | John Wetton / Geoff Downes / Steve Howe / Carl Palmer       | 5:36     |  |
| 2.       | «Sole Survivor»                               | Wetton / Downes                                             | 6:26     |  |
| 3.       | «Don't Cry»                                   | Wetton / Downes / Carl Palmer                               | 5:16     |  |
| 4.       | «Keyboard Solo»                               | Downes / Trevor Horn / Bruce Woodley                        | 5:15     |  |
| 5.       | «Only Time Will Tell»                         | Wetton / Downes                                             | 4:58     |  |
| 6.       | «Rock and Roll Dream»                         | Wetton / Downes                                             | 5:46     |  |
| 7.       | «Starless»                                    | Wetton / Palmer / Bill Bruford / David Cross / Robert Fripp | 3:48     |  |
| 8.       | «Book of Saturday»                            | Wetton / Palmer / Bruford / Cross / Fripp                   | 2:48     |  |
| 9.       | «The Smile Has Left Your Eyes (Parts I & II)» | Wetton / Downes / John Welton                               | 4:49     |  |
| 10.      | «The Heat Goes On»                            | Wetton / Downes                                             | 5:09     |  |
| 11.      | «Go»                                          | Wetton / Downes                                             | 7:21     |  |
| 12.      | «Heat of the Moment»                          | Wetton / Downes                                             | 4:50     |  |
| 13.      | «Open Your Eyes»                              | Wetton / Downes                                             | 5:19     |  |
| 14.      | «Kari-Anne»                                   | Wetton / Downes                                             | 7:28     |  |

## Formación
- John Wetton — voz principal, bajo, guitarra acústica y piano[4]
- Geoff Downes — teclado y coros[4]
- Carl Palmer — batería y percusiones[4]
- Pat Thrall — guitarra y coros[4]